# Куценко Юрій Георгійович
Юрій Георгійович Куценко (відомий як Гоша Куценко) — російський актор, співак, режисер, сценарист, продюсер українського походження. Найбільш відомий за ролями у фільмах «Мамо, не горюй» та «Антикілер». Фігурант бази даних сайту «Миротворець».

## Біографія

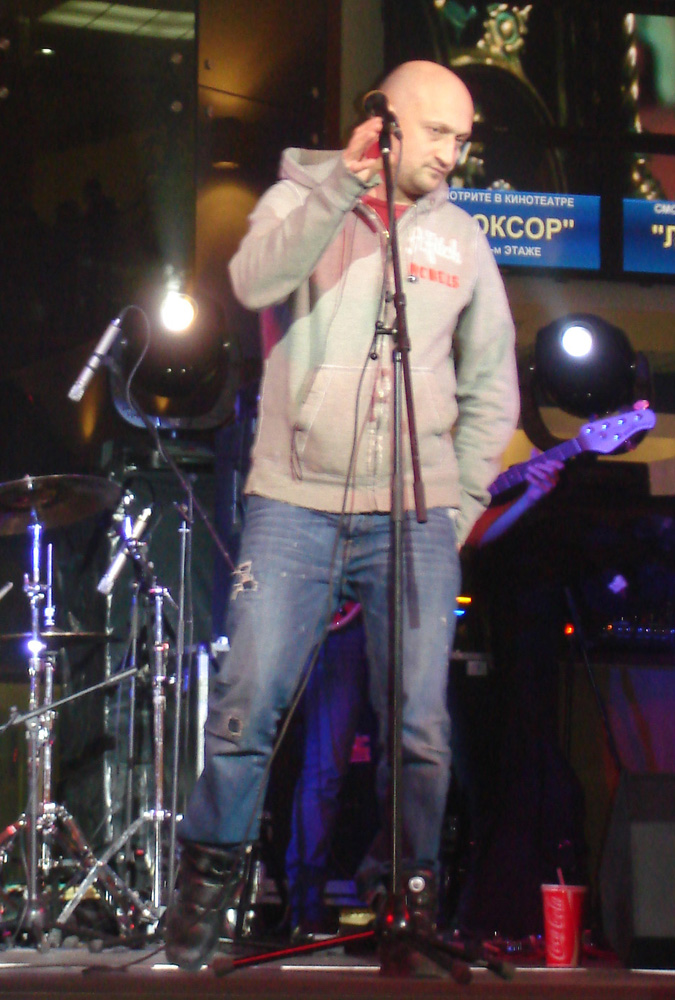
У Ростові-на-Дону, 2011 рік

Народився 20 травня 1967 року в місті Запоріжжя.
Батько актора, Георгій Павлович, працював у міністерстві радіопромисловості, а мати, Світлана Василівна, була лікарем-рентгенологом. Ім'я Юрій актор отримав на честь космонавта Юрія Гагаріна. Він був практично відмінником у школі, займався боротьбою.
| Да, мое детство было абсолютно счастливым! Я сейчас это понимаю. <…> Было теплое Запорожье, Львов - ридна Украйна. Украина - щедрая душа, особенно тогда. Вольно растущая шелковица, черешня. Доступный мальчишеским вольностям Днепр, бычки на асфальте. Первая любовь. Велосипед. Я занимался вольной борьбой в спортивной секции… Чудесное было время. И очень быстрое. Я всегда с трудом засыпал, потому что утром мне нужно было обменять две марки на две пуговицы… Мальчишеские заботы…[1] |

### Освіта
Сім'я у зв'язку із батьковою роботою переїхала до Львова. Там він закінчив школу № 56 (нині ЛУГГ). Вищу освіту здобував у Львівському політехнічному інституті, але, не завершивши навчання, був призваний проходити службу в Радянській Армії.
У 1988 році переїхав до Москви, де продовжив навчання в місцевому державному інституті радіотехніки, електроніки та автоматики. Цей переїзд також був пов'язаний із роботою батька, якого призначили заступником міністра радіопромисловості СРСР. Через два роки вступив у Школу-студію МХАТу, яку закінчив в 1992 році.

### Сім'я
Саме в МХАТі, на третьому курсі, Юрій познайомився із своєю майбутньою дружиною — Марією Порошиною. Згодом вони одружились і у них народилася дочка Поліна. Проте їх шлюб був недовговічним і пара розлучилась, хоч і зберегла гарні стосунки:
| Мы с ним прожили пять лет. Он прекрасный человек и талантливый актер. Он подарил мне замечательную дочку. Иногда снимаемся вместе, и наши прошлые отношения не мешают работе. |

## Кар'єра

### Перші ролі
Першою роллю у кіно був епізод у фільмі «Людина з команди Альфа» (1991), де він зіграв ще навчаючись у школі-студії. Цього ж року, разом із своїми однокурсниками Катериною Гольтяпіною, Інною Милорадовою, В'ячеславом Разбегаєвим та Олексієм Шадхіним, зіграв одну з головних ролей у комедії «Мумія з валізи».
У 1992 рокі закінчив Школу-Студію, проте стикнувся із проблемами при влаштуванні на роботу:
| Впереди оказалось громкое дружное "нет" нескольких московских театров по окончании курса, потуги антрепризы, огромное количество эпизодов в кино |
Довгий час він знімався у епізодичних ролях багатьох фільмів: іронічній притчі «Діти чавунних богів», фантастичній комедії «Сни», кримінальній мелодрамі «Ноктюрн для барабана і мотоцикла», соціальній драмі «Серп і молот».

### Робота на телебаченні
У 1995 році актор влаштувався на роботу на телебаченні — був ведучим передачі «Партійна зона» на ТВ-6, згодом —ведучим на МУЗ-ТВ. Проте актор недовго затримався у цій сфері — телебачення не було його «стихією»:
| Мне нравится волнительное состояние неразрешенности. Когда едешь на встречу, нужно немного опаздывать. Проверяешь себя: если волнуешься, значит, тебе эта встреча нужна. В какой-то момент понял, что на телевидение опаздываю, но и не особо тороплюсь. |
Після здобуття популярності Юрія часто запрошували на різного роду телевізійні програми і шоу. На шоу «Дві зірки» він співав разом із російським композитором, поетом і актором Денисом Майдановим. Також він виступив у ролі ведучого першої випуску шоу «Добрий вечір» на каналі 1+1.

### Викладання
Починаючи з 1996 і по 2000 рік Юрій Куценко працював викладачем у ВДІК на курсі Е. Кіндінова:
| Громко сказано. Так, присутствовал на курсе Киндинова года три, пытался делиться со студентами некоторыми своими соображениями. |
Серед учнів Юрія — молоді актори Дмитро Мерзлікін та Оксана Пакітченко.

### Популярність
Бойовик Єгора Кончаловського «Антикілер» (2002), знятий за книгою Данила Корецького, приніс Гоші справжню популярність. Колегами актора по знімальному майданчику були: Михайло Ульянов, Сергій Шакуров, Іван Бортник, Олександр Бєлявський, Євген Сидихін, Михайло Єфремов та Віктор Сухоруков.
У тому ж році він знявся в головних ролях в трилері свого друга Романа Пригунова «Самотність крові» і в мелодрамі Наталії Перової «Дорога».
У блокбастері «Нічний дозор» актор постав дещо в незвичному іміджі. Він зіграв роль Гната — елегантного спокусника в перуці з довгого волосся. Цікаво те, що партнеркою по фільму стала його колишня дружина Марія Порошина.

### Продюсер
У 2006 році виступив продюсером комедійної мелодрами «Дикуни», яка поки що залишається єдиною роботою Гоші Куценко у цій сфері.

### Робота в театрі
Крім успішної роботи в кіно, він працює в театрі («Ladies Night. Тільки для жінок» — роль Грег, «Білосніжка і сім гномів» — роль Гном) і в мюзиклі «Метро».
Головні театральні ролі:
- Мюзикл «Метро» (Я. Стоклоси) — Макс, Філіп.
- «Риса» (І. Горовиць) — Стівен, Фабрика театральних подій.
- «Чапаєв і пустота» (В. Пєлєвін) — Котовський, антреприза «Театр Пелевіна».
- «Ladies 'night. Тільки для жінок» (Е.МакКартен, С.Сінклер, Ж.Коллар) — Грег, реж. Віктор Шаміров, Незалежний театральний проект.
- «Білосніжка та інші» — Гном, Іхтіандр, реж. Віктор Шаміров, Незалежний театральний проект.
- «Гра в правду» (Філіп Лелюш) — Толик, реж. Віктор Шаміров, Незалежний театральний проект.
- «Ревізор» (М. Гоголь) — Хлестаков, реж. Ніна Чусова, театр ім. Моссовета.
- «Бог» (В. Аллен) — Актор, реж. Віктор Шаміров, театр ім. Моссовета.
- «Заручені» (А. Мандзоні) — Монах, реж. Віктор Шаміров, театр ім. Моссовета.
- «Вправи в прекрасному», реж. Віктор Шаміров, театр ім. Мосради (репетиційний період)

### Музична діяльність
Перші виступи як музиканта у Гоші Куценко були пов'язані із рок-групою «Баранина-97», солістом якої він колись був.
У 2004 році народився тандем «Гоша Куценко & Anatomy of Soul», який, поклавши основу для початку музичної діяльності відомого актора, проіснував чотири роки. За цей час музиканти дали кілька десятків концертів в різних містах Росії і взяли участь у великих фестивалях «Нашествие», «Еммаус», «Старий Новий Рок» та інших. Пісні того періоду увійшли до саундтреків фільмів «Марс», «Четверте бажання», «Все можуть королі», «Дикуни». На композицію «Краплі» був знятий відеокліп.
У 2008 році Куценко об'єднав навколо себе нову команду талановитих музикантів і приступив до репетицій і студійного запису. В результаті вийшла робота, що з'єднала кілька музичних напрямів. Дебютний альбом Гоші Куценко «Май Ворлд», випущений компанією «Мазай коммунікейшенс» в 2010 році, був представлений в Москві напередодні дня народження актора — 19 травня в ресторані «Гусятнікофф».
У 2010 році актор зіграв головну роль у кліпі «Фокусник» групи «Король и Шут», а також у кліпі групи «Каста» «Гарячий час».
Широкій публіці його музична творчість стала відома після виходу фільмів «Дикуни», «Марс», «Четверте бажання» та «Кохання-зітхання», саундтреки до яких написав він сам. Також популярною стала його спільна із Іриною Забіякою, солісткою гурту «Чі-Лі», композиція «Сказки».

## Вибрана фільмографія

### Кіно
| Рік  |   | Українська назва   | Оригінальна назва        | Роль                                                   |
| ---- | - | ------------------ | ------------------------ | ------------------------------------------------------ |
| 1997 | ф | Мамо, не горюй     | рос. Мама, не горюй      | Артур / рос. Артур                                     |
| 2002 | ф | У русі             | рос. В движении          | гість у ресторані / рос. гость в ресторане             |
| 2003 | ф | Кіднеппінг         | рос. Киднеппинг          | Їжак / рос. Ёж                                         |
| 2004 | ф | Нічна Варта        | рос. Ночной Дозор        | Гнат / рос. Игнат                                      |
| 2005 | ф | Денна Варта        | рос. Дневной Дозор       | Гнат / рос. Игнат                                      |
| 2005 | ф | Мамо, не горюй 2   | рос. Мама, не горюй 2    | Артур / рос. Артур                                     |
| 2005 | ф | Від 180 і вище     | рос. От 180 и выше       | Алік / рос. Алик                                       |
| 2005 | ф | Турецький гамбіт   | рос. Турецкий гамбит     | Ісмаїл-бей / рос. Исмаил-бей                           |
| 2007 | ф | Кохання-зітхання   | рос. Любовь-морковь      | Андрій Голубєв / рос. Андрей Голубев                   |
| 2007 | ф | Параграф 78        | рос. Параграф 78         | Гудвін / рос. Гудвин                                   |
| 2008 | ф | Все можуть королі  | рос. Всё могут короли    | Макс / рос. Макс                                       |
| 2008 | ф | Індиго             | рос. Индиго              | Вадим Борисович Суханов / рос. Вадим Борисович Суханов |
| 2008 | ф | Кохання-зітхання 2 | рос. Любовь-морковь 2    | Андрій Голубєв / рос. Андрей Голубев                   |
| 2008 | ф | Тринадцять місяців | рос. Тринадцать месяцев  | Гліб Рязанов / рос. Глеб Рязанов                       |
| 2008 | ф | Залюднений острів  | рос. Обитаемый остров    | Вепр / рос. Вепрь                                      |
| 2009 | ф | Подарунок          | англ. Echelon Conspiracy | російський генерал / англ. Russian General             |
| 2009 | ф | Книга Майстрів     | рос. Книга Мастеров      | Кощій Безсмертний / рос. Кощей Бессмертный             |
| 2010 | ф | Іронія кохання     | рос. Ирония любви        | генерал / рос. генерал                                 |
| 2010 | ф | Кохання-зітхання 3 | рос. Любовь-морковь 3    | Андрій Голубєв / рос. Андрей Голубев                   |
| рік  | ф | [[]]               | рос. оригінальна назва   | роль / рос. оригінальна назва ролі                     |

### Телебачення
| Рік                                      |   | Українська назва        | Оригінальна назва            | Роль                                                             |
| ---------------------------------------- | - | ----------------------- | ---------------------------- | ---------------------------------------------------------------- |
| 1997—1997                                | с | Графиня де Монсоро      | рос. Графиня де Монсоро      | Клод де Шеврез / рос. Клод де Шеврёз                             |
| 2000—2000                                | с | 33 квадратних метри     | рос. 33 квадратных метра     | учитель / рос. учитель (1 серія)                                 |
| 2002—2002                                | с | Слідство ведуть ЗнаТоКі | рос. Следствие ведут ЗнаТоКи | Смурін / рос. Смурин (1 серія)                                   |
| 2002—2002                                | с | Спецназ                 | рос. Спецназ                 | Шараф Рашді / рос. Шараф Рашди (1 серія)                         |
| 2005—2005                                | с | Єсенін                  | рос. Есенин                  | Яків Блюмкін / рос. Яков Блюмкин                                 |
| 2005—2005                                | с | Убивча сила             | рос. Убойная сила            | Рибаков / рос. Рыбаков (1 серія)                                 |
| рік початку участі—рік закінчення участі | с | [[]]                    | рос. оригінальна назва       | роль / рос. оригінальна назва ролі (кількість серій/озвучування) |

| Рік  |   | Українська назва          | Оригінальна назва              | Роль                                  |
| ---- | - | ------------------------- | ------------------------------ | ------------------------------------- |
| 2011 | ф | Кохання-зітхання 3        | рос. Любовь-морковь 3          | Андрій Голубєв                        |
| 2011 | ф | Казка.Є                   | рос. Сказка. Есть              |                                       |
| 2011 | ф | Псевдонім для героя       | рос. Псевдоним для героя       | Гена Бетон                            |
| 2011 | ф | Гастролі                  | рос. Гастроли                  |                                       |
| 2011 | ф | Фантом                    | рос. Фантом                    | Матвій                                |
| 2011 | ф | Маніпулятор               | рос. Манипулятор               |                                       |
| 2011 | ф | S.T.A.L.K.E.R.            | рос. S.T.A.L.K.E.R.            |                                       |
| 2011 | ф | Вправи в прекрасному      | рос. Упражнения в прекрасном   |                                       |
| 2011 | ф | Ялинки 2                  | рос. Ёлки 2                    | людина в костюмі «Горинича», професор |
| 2012 | ф | Ржевський проти Наполеона | рос. Ржевский против Наполеона |                                       |
| 2012 | ф | Серпень. Восьмого         | рос. Август. Восьмого          | Георгій                               |
| 2012 | ф | Мами                      | рос. Мамы                      |                                       |
| 2012 | ф | Самогубці                 | рос. Самоубийцы                | Митус                                 |
| 2012 | с | Біла гвардія              | рос. Белая гвардия             |                                       |
| 2012 | ф | Той ще Карлосон!          | рос. Тот ещё Карлосон!         | Новицький                             |
| 2013 | ф | Гра в правду              | рос. Игра в правду             | Анатолій Мішин                        |

## Хобі
У свій вільний час Гоша займається екстремальними видами спорту: сноубордом, картингом, боксом, пише романтичні вірші, виконує пісні власного авторства. Улюблена група актора «Muse», а пісня — «Space Dementia».

## Громадянська позиція
20 вересня 2014 року заявив, що приїде в Україну «лише тоді, коли там перестануть вмиватися кров'ю, вбивати бабусь і дітей, коли люди протверезіють і зрозуміють, що воюють самі з собою».
У 2017—2018 роках брав участь у зйомках фільму «Балканський рубіж», у ході яких відвідав окуповану територію Криму через закриті пункти пропуску, за що був внесений до бази сайту «Миротворець».
8 вересня 2023 року Гоша Куценко приїхав на Донбас і відвідав меморіальний комплекс «Савур-могила», де взяв участь у концерті на честь 80-х роковин з дня звільнення Донбасу від німецько-фашистських загарбників.